# Vida Šturm
Vida Šturm, slovenska romanistka, prevajalka, bibliotekarka in predavateljica, * 13. maj 1911, Ljubljana, † 5. januar 1995, Ljubljana.

## Življenje in delo
Vida Šturm se je rodila v Ljubljani očetu Francu Šturmu, jezikoslovcu in profesorju na Filozofski fakulteti, in materi Stanislavi Aurori Šturm, rojeni Cvetnič. Leta 1935 je diplomirala iz romanistike na Filozofski fakulteti v Ljubljani, leta 1936 pa je izpopolnjevala svoje znanje francoščine na Sorboni v Parizu. Po končanem študiju se je sprva preživljala z inštrukcijami iz italijanščine in francoščine, kasneje pa je dobila zaposlitev v Prijedoru v Bosni in Hercegovini. Po nekaj mesecih je prejela dveletno štipendijo v Italiji in, ker ji študijskega dopusta niso odobrili, je v službi dala odpoved. V Firencah je živela od leta 1938 do 1940, kjer je končala tudi podiplomski študij arhivistike in bibliotekarstva. Pripravo doktorata je morala prekiniti v zadnjem mesecu študija zaradi italijanske okupacije. Okrog Šturmovih se je poleti med počitnicami v najeti vili Tartini v Strunjanu ali na gradu v Kamniku zbirala slovenska in tuja kulturna smetana (Župančičevi, Albrehtovi, Kozakovi). Vida je kroniko o bogatem kulturnem življenju med vojno zažgala.
Med vojno je bila kot aktivistka Osvobodilne fronte skupaj s sestro večkrat zaprta, brat je padel v partizanih, očeta pa so neznano kje ubili domobranci. 
Po vojni je dobila delo v agenciji Tanjug kot urednica prevajalskega oddelka, leta 1946 pa so Tanjug razpustili. Od marca do oktobra 1946 je bila bibliotekarka v Narodni in univerzitetni knjižnici, od maja pa še honorarna predavateljica za francoščino na Ekonomski fakulteti v Ljubljani. Oktobra 1946 je bila na isti fakulteti imenovana za asistentko in je predavala italijanščino, od leta 1947 pa je kot lektorica predavala italijanščino na oddelku za romanistiko na Filozofski fakulteti. Jeseni 1960 je bila imenovana za predavateljico modernega italijanskega jezika, poleg tega pa je italijanščino in francoščino predavala tudi na različnih tečajih na drugih fakultetah. Prevajala je za radio, film in strokovne revije, največ v italijanščino in francoščino, za jezikovno izobraževanje pa je napisala nekaj učbenikov italijanščine za srednjo šolo. Upokojila se je leta 1973. Na starost je zbolela za Alzheimerjevo boleznijo.

## Prevajanje
V slovenski jezik je prevedla nekaj del Sartra, Ionesca in drugih, v francoščino pa nekaj del slovenskih avtorjev Miška Kranjca, Milana Kumarja in Žarka Petana. Prevedla je tudi dela o zgodovini slovenske glasbe in monografije o Jakobu Gallusu, Janezu Krstniku Dolarju in Gabrielu Plantiusu. Od otroške literature je v italijanščino prevedla nekaj povesti in zgodb, npr. Levstikovo Kdo je napravil Vidku srajčico in Moj dežnik je lahko balon avtorice Ele Peroci. 